# 日高三岡駅

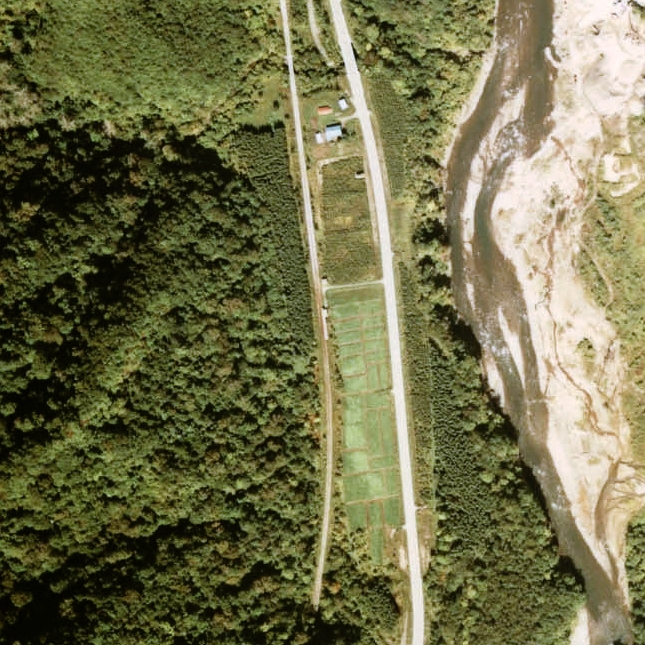
1977年の日高三岡駅と周囲約500m範囲。上側が日高町方面。上方写真外に三岡橋があり、集落は右手沙流川対岸にある。仮乗降場スタイルの鉄骨コンクリート製の簡易型で、ホーム上日高町側に開放型の待合所を有していた。周囲には一軒の民家と畑が見えるが、現在では道路以外全て原野に戻っている。

日高三岡駅（ひだかみつおかえき）は、北海道（日高支庁）沙流郡日高町字三岩にかつて存在した、日本国有鉄道（国鉄）富内線の駅（廃駅）である。事務管理コードは▲132314。

## 歴史
- 1964年（昭和39年）11月5日 - 国有鉄道富内線振内駅 - 日高町駅間の延伸開通に伴い、開業[1][4]。旅客のみ取り扱い[1]の無人駅[5]。
- 1986年（昭和61年）11月1日 - 富内線の全線廃止に伴い、廃駅となる[2]。

### 駅名の由来
地名より。小海線三岡駅と区別するため旧国名の「日高」を冠した。
当初この辺りの南側を三菜頃(サンナコロ)、北側を岡春部(オカシュンベ)と言い、その二集落の間に所在したため其々の頭文字から三岡、旧国名の「日高」を冠した。なお、三菜頃は後に更に南側の岩内と統合し三岩になり、岡春部は富岡になった。

## 駅構造
廃止時点で、1面1線の単式ホームを有する地上駅であった。ホームは、線路の東側（日高町方面に向かって右手側）に存在した。転轍機を持たない棒線駅となっていた。
開業時からの無人駅で駅舎は無かったが、ホーム北側出入口附近にホームに屋根が掛けられた形の待合所を有していた。

## 駅周辺
山の中の駅であった。
- 国道237号（日高国道）
- 北海道道847号三岩日高線
- 沙流川[8]
- 岡春部川[8]
- 轟淵 - 駅から南に約0.6km[7]。

## 駅跡
2011年（平成23年）時点では熊笹が生い茂る雑草地となっており、はっきりした位置の特定が難しい状況となっていた。
また、駅跡の日高町方の国道横にコンクリートで塞がれたトンネルの坑口、それに続いて擁壁、落石防止用フェンスが残存していた。このトンネルは1999年（平成11年）時点では塞がれておらず、「トンネル事故感知センサー」の実験に使われていた。

## 隣の駅
日本国有鉄道
富内線
日高岩内駅 - 日高三岡駅 - 日高町駅